# PBS
 For alternative betydninger, se PBS (flertydig). (Se også artikler, som begynder med PBS)
PBS (tidligere en forkortelse af Payment Business Services og før dette Pengeinstitutternes BetalingsSystemer og Pengeinstitutternes Betalingsformidlingscenter) udvikler og driver løsninger inden for betalingskort og betalingsformidling, og er i dag en af de ledende leverandører af betalingsløsninger og tilknyttede services til pengeinstitutter, private og offentlige virksomheder. PBS er fusioneret med den tilsvarende norske virksomhed, BBS, og er blevet til Nets Holding. Kortindløsning ligger i datterselskabet Teller.
Hovedkontoret ligger i Ballerup (55°44′26″N 12°23′15″Ø / 55.7406°N 12.3875°Ø)
PBS driver blandt andet:
- Dankort-systemet
- Betalingsservice
- e|faktura
- Net-ID
- NemID